# Cesare Sterbini
Cesare Sterbini (Roma, 29 ottobre 1783 – Roma, 19 gennaio 1831) è stato un librettista e letterato italiano.

## Biografia
Classicista, poliglotta e, per diletto, anche poeta e musicista fu un ufficiale dell'amministrazione pontificia. È ricordato soprattutto per aver scritto due libretti musicati da Gioachino Rossini: Torvaldo e Dorliska (1815) e Il barbiere di Siviglia (1816). 

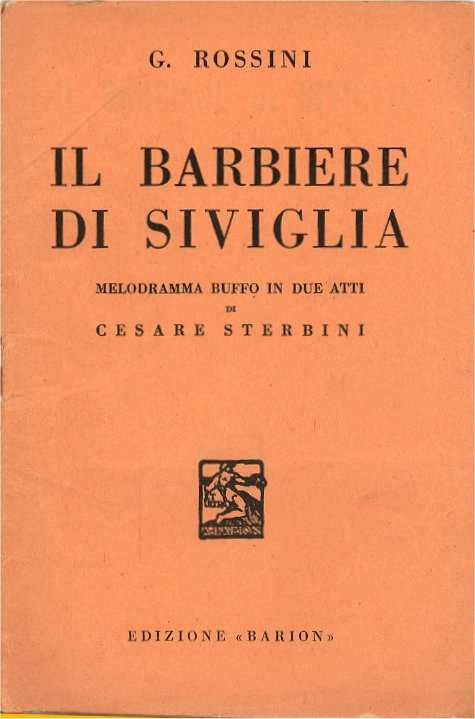
Libretto de Il barbiere di Siviglia, edizione Barion

## Libretti
- Paolo e Virgini, musica di Vincenzo Migliorucci (1812)
- Torvaldo e Dorliska, musica di Gioachino Rossini (1815)
- Il barbiere di Siviglia, musica di Gioachino Rossini (1816)
- Il contraccambio, musica di Giacomo Cordella (1819)
- Isaura e Ricciardo, musica di Francesco Basily (1820)